# Itamar Franco

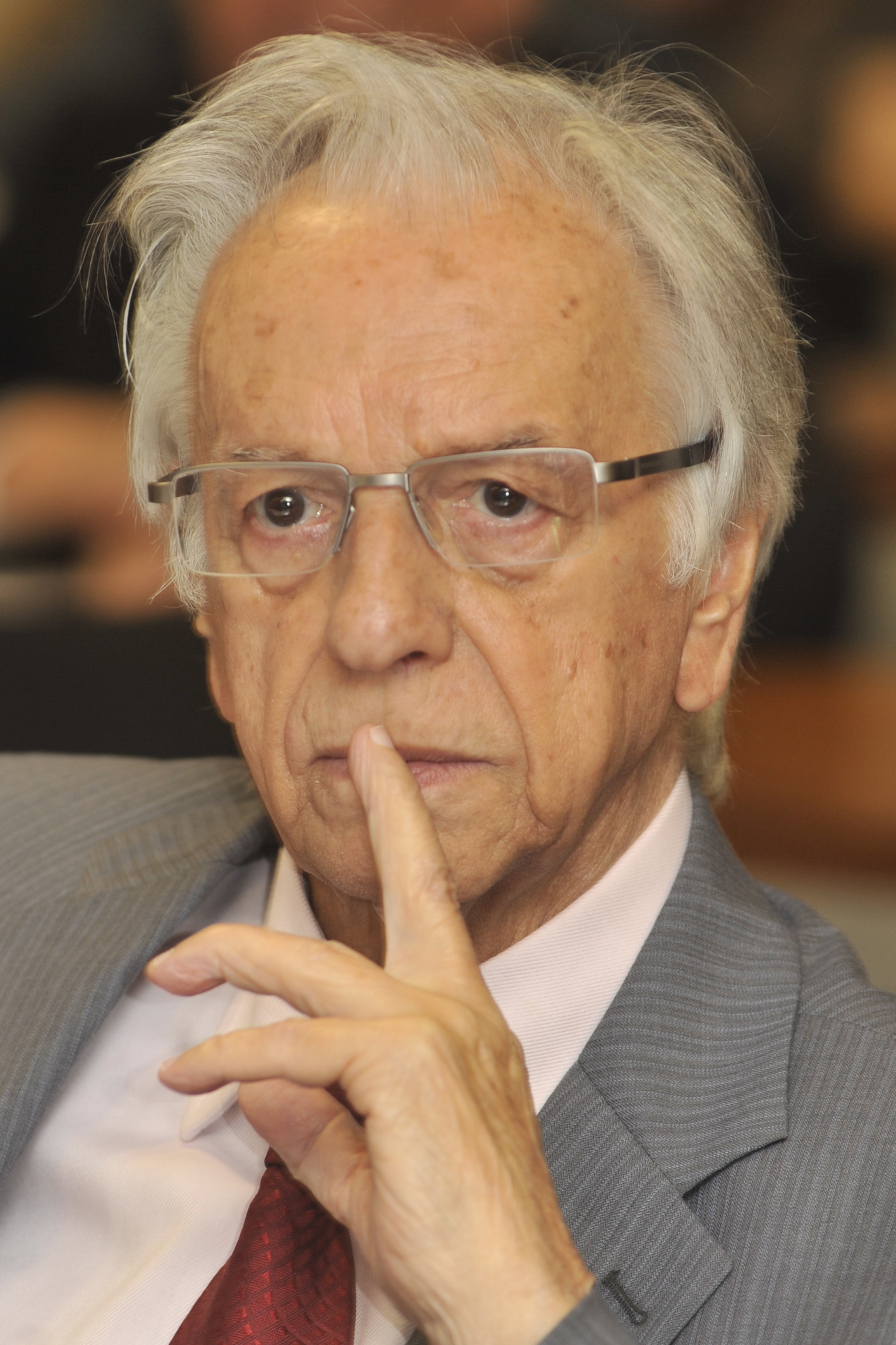
Itamar Franco, 2011

Itamar Augusto Cautiero Franco [itɐˈmaɾ ˈfɾɐ̃ku] (* 28. Juni 1930; † 2. Juli 2011 in São Paulo) war ein brasilianischer Politiker. Er war vom 2. Oktober 1992 bis zum 31. Dezember 1994 Präsident seines Landes.

## Leben
Itamar Franco wurde während einer Reise von Salvador da Bahia nach Rio de Janeiro auf hoher See geboren. Seine Geburt wurde in Salvador da Bahia registriert, wo seine verwitwete Mutter zu diesem Zeitpunkt lebte. Seine Familie stammte aus Juiz de Fora im Bundesstaat Minas Gerais. Dort wuchs er auf und schloss im Jahr 1955 sein Studium des Ingenieurwesens an der Bundesuniversität von Juiz de Fora ab.

## Politische Laufbahn
Franco war von 1967 bis 1971 Bürgermeister (Prefeito) der Stadt und dann noch mal von 1973 bis 1974. Danach gab er das Amt auf und kandidierte erfolgreich als Repräsentant von Minas Gerais für den Senat im Nationalkongress.
Später gehörte Franco zu den wichtigsten Politikern im Movimento Democrático Brasileiro (MDB), der „Brasilianischen Demokratischen Bewegung“. Dies war die offizielle Oppositionsgruppe während der Militärdiktatur (1964–1985). Nachdem er als Senator 1982 wiedergewählt worden war, wurde er bei den Wahlen zum Gouverneur von Minas Gerais im Jahr 1986, bei denen er als Kandidat der Liberalen Partei (PL) antrat, geschlagen.
Nachdem er 1989 Vizepräsident geworden war, folgte er Fernando Collor de Mello 1992 im Präsidentenamt nach, als dieser wegen Korruption zu Fall kam. Seine Präsidentschaft legte den Grundstein für eine positive Wirtschaftsentwicklung des Landes. Nach seiner Präsidentschaft fungierte er von 1995 bis 1997 als Botschafter seines Landes in Portugal. Bei den Gouverneurswahlen im Jahr 1998 war Franco siegreich und wurde zum 1. Januar 1999 Gouverneur von Minas Gerais. Am 1. Januar 2003 wurde er von Aécio Neves als Gouverneur abgelöst.
Mitte 1994 erklärte er sich bereit, dem Instituto Brasileiro de Análises Sociais e Econômicas (IBASE) unter Leitung von Herbert José de Sousa rund 400.000 Tonnen Getreide zu spenden, die in den Speichern des Staates lagerten.

## Tod
Am 21. Mai 2011 wurde bei Itamar Franco Leukämie diagnostiziert, so dass er sich zur Behandlung nach São Paulo in das Hospital Israelita Albert Einstein begab. Am 27. Juni verlautbarte das Spital im ärztlichen Bulletin, dass durch eine dazugekommene Lungenentzündung sich der Gesundheitszustand von Itamar Franco noch mehr verschlechtert hatte. Er starb am Vormittag des 2. Juli 2011.
Der Regionalflughafen Zona da Mata ist nach ihm benannt.